# 보통강유기질복합비료공장
보통강 유기질 복합비료공장은 평양시 평천구역에 소재하며 현재 여기에 유기질 복합 비료를 생산하며 연 생산 규모가 수십만 톤 규모로 알려져 있다.

## 개요
조선민주주의인민공화국이 평양 보통강 오수정화장 침전물 등을 이용한 유기질복합비료공장을 건설해 3일 조업식을 가졌다고 로동신문이 전했다.
북한의 노동당 기관지인 노동신문은 5일 평양 유기질복합비료공장은 야외적재장과 혼합장과 숙성장, 생산장 등을 갖추고 보통강 감탕과 오수정화장의 침전물, 연재를 종합적으로 처리해 품질 좋은 유기질비료를 대량 생산하게 된다고 밝혔다.
신문은 이어 보통강 뱃길 개설과 호안 정리, 부두건설, 벨트컨베이어 설치 공사와 통합생산체계를 진행해 보통강에서 파낸 퇴적물을 공장까지 실어나를 수 있도록 하였으며 농업 생산과 환경보호사업에 이바지하게 될 자랑스러운 창조물이라고 소개했다.
노동신문은 그러나 유기질복합비료공장의 연간 생산량에 대해서는 밝히지 않았으며 다만 차후 조선중앙TV를 통하여 수십만 톤 규모라고 밝혔다.

## 개건 현대화 과정
조총련 기관지인 조선신보는 이날 협동농장에 부는 혁신의 바람이라는 제목의 농업분야 기획 기사에서 지난해 12.1 경제개혁조치가 전국에서 일제히 취해짐으로써 각지에서도 새로운 성과와 경험들이 창조되고 있다며 이같이 밝혔다.
여기에다 보통강유기질복합비료공장에서는 올해 농사에 전국적으로 필요한 양의 영양제를 이미 생산, 공급해 지난 시기 있어보지 못한 큰 성과라고 자랑하였다.
조선중앙TV에서도 역시 영양제를 생산하게 된 경위가 가장크며 많은 포전담당책임제를 담당하는 농지에 영양제를 보내주어 많은 생산을 거두었다고 보도를 하였다.

## 전국 유기질 복합 비료 공장 건설 추진
2012년 조선민주주의인민공화국에서는 보통강 유기질 복합 비료 공장처럼 전국에 유기질 복합 비료 공장을 건설하라고 김정은이 명령을 내림으로 결국 많은 곳에 유기질 복합 비료 공장이 건설이 되었으며 특히 강남군과 평안북도, 라선시 등 많은 곳에 유기질 복합 비료 공장을 건설하고 있다.
더군다나 수입물자교류시장이 있어 건설은 크게 문제될 것도 없고 특히 돈주의 개인 투자가 영향을 크게 받아 자금 대차 계약으로 수입물자교류시장에서 자재를 구입할 수 있다.
그리고 유기질 복합 비료 공장을 현재 전국적 단위로 건설을 하고 있다고 로동신문이 전하였다.
현재 유기질 복합 비료 공장과 더불어 순천 과인산 비료 공장과 안변 과인산 비료 공장을 개건함으로써 현재 수요는 풍족히 남아있으며 특히 흥남비료연합기업소와 남흥청년화학련합기업소가 현재 가동이 잘 돌아가고 있다.